# Ansiedade econômica
A ansiedade econômica (também conhecida como insegurança econômica) é o estado de preocupação com o futuro das perspectivas econômicas de alguém, sendo que um dos países que mais se pesquisa e se aplica conhecimentos a esse respeito é a Suécia. A ansiedade econômica pode aumentar devido à perda de renda familiar ou diminuição do poder de compra, fazendo com que os indivíduos afetados relatem ter mais problemas com a estrutura social e uma qualidade de vida mais baixa. A ansiedade ocorre quando a ideia de uma situação é considerada altamente ameaçadora, desagradável e duvidosa, motivando os indivíduos a ficarem longe da insegurança, criando um ambiente seguro para proteger a si e suas famílias de grupos e eventos ameaçadores. A pesquisa mostrou que existem altos níveis de insegurança econômica entre as famílias de baixa renda e que a ansiedade econômica tem uma correlação positiva com a crescente desigualdade econômica nos Estados Unidos. Além disso, as famílias monoparentais são mais vulneráveis à perda de empregos do que as famílias com dois pais porque leva tempo para digerir e absorver o choque da incerteza. Além disso, a insegurança econômica está associada a suicídio/pensamentos suicidas, doenças cardíacas, distúrbios psicológicos e doenças fisiológicas e a razão pela qual isso pode ser desencadeado pode ser devido às políticas econômicas. Para Jason Stanley, os descendentes de europeus sofrem com isso colocando assim a culpa em outras etnias.

## Efeitos sociais e físicos da ansiedade econômica
Há uma infinidade de condições físicas e sociais adversas que as pesquisas relacionam a indivíduos que sentem ansiedade econômica. Demonstrou-se que níveis mais altos de ansiedade econômica estão positivamente correlacionados com o medo do crime. A razão pela qual existe uma correlação positiva entre o aumento do tabagismo e a ansiedade econômica é porque os agonistas dos receptores de nicotina aumentam o humor e a cognição. Assim, fumar ajuda a enfrentar o sofrimento fisiológico e a expectativa de que fumar diminua a ansiedade, como resultado do testemunho de outros fumantes e de sua experiência com outras drogas/substâncias. Estudos mostram que mesmo um aumento de 1% nas chances de ficar desempregado torna um indivíduo 2,4% mais propenso a começar ou continuar a fumar. Os pesquisadores também descobriram que a ansiedade econômica faz com que as pessoas ganhem peso e que a ansiedade econômica reforça a obesidade. Cada redução de 50% na renda anual fazia com que o ganho de peso médio naquele período de 12 anos aumentasse em 5 libras extras.
Uma razão por trás do aumento no nível de dor pode ser o fato de que a ansiedade econômica desencadeia sentimentos de falta de controle, já que a base da motivação humana é construída principalmente em ter estabilidade na vida. Além disso, a ansiedade econômica pode prejudicar a auto-estima de alguém, prejudicar o funcionamento cognitivo e tornar as pessoas mais sujeitas a várias doenças, como doenças cardíacas e transtornos psiquiátricos. Isso sugere que apenas a perspectiva, ou ideia, de perda econômica também pode ser prejudicial à saúde. Portanto, aumentar a renda de todos não significa necessariamente maior felicidade se outras pessoas pertencentes ao mesmo grupo de referência também tiverem um salário semelhante. Por outro lado, a teoria da utilidade absoluta presume que uma renda mais alta pode atender a mais necessidades, indicando uma correlação positiva com um aumento na felicidade.

## Medindo a ansiedade econômica
A Pesquisa de Pesquisa Marketplace-Edison examina regularmente a ansiedade econômica dos americanos. O modo como o indivíduo responde às perguntas da pesquisa Marketplace-Edison determina seu Índice de Ansiedade Econômica, que é um número que varia de 1 a 100, projetado para representar o estresse de uma pessoa relacionado à economia. Como o bem-estar da geração futura depende da herança do estoque de capital físico, ativos, recursos naturais e humanos para construir um senso de sociedade e no longo prazo, vai garantir a sustentabilidade da economia.   Os indivíduos se julgam com base no padrão de vida em seu próprio país. Além disso, o bem-estar e a satisfação com a vida aumentam à medida que o tempo de serviço aumenta, pois proporcionam uma sensação de segurança no emprego.

## Exemplos de ansiedade econômica nos últimos anos
De acordo com o banco de dados News on the Web, o uso do termo “ansiedade econômica” atingiu o pico nas plataformas de notícias americanas em novembro de 2016. A ansiedade econômica foi amplamente citada por exemplo, por comentaristas do FiveThirtyEight como a principal razão para a vitória de Donald Trump nas eleições presidenciais de 2016 nos EUA. Outros comentaristas, no entanto, argumentaram que a ansiedade econômica era um fator menos importante para prever o apoio a Trump do que a "ansiedade cultural", ou a sensação de que alguém é um estranho na América e que os imigrantes ilegais devem ser deportados sendo que isso foi um dos temas levantados em um dos debates entre Hillary Clinton e Donald Trump em 2016 e além disso, houve uma correlação positiva entre renda e suporte para Trump em 2016; Hillary Clinton venceu entre aqueles com renda abaixo de US $ 50.000, enquanto Trump venceu entre aqueles com renda acima de US $ 50.000, de acordo com as pesquisas. O termo também foi usado sarcasticamente em resposta a declarações e ações racistas dos partidários de Trump, para zombar das tentativas de certos comentaristas políticos de argumentar que o apoio a Trump se deve à preocupação com suas perspectivas econômicas, não a atitudes racistas.
Alguns temem agora que a ansiedade econômica estimulada pela pandemia COVID-19 cause uma desaceleração econômica de longo prazo em todo o mundo. Em maio de 2020, a pesquisa Marketplace-Edison revelou que 44% dos americanos estavam preocupados se poderiam pagar pelos mantimentos e que a ansiedade econômica aumentou em todos os dados demográficos desde 2019, exceto aqueles que ganharam menos de US $ 25.000 por ano em 2020 e no ano anterior ano. O número crescente de casos de COVID em um país induz angústia, insatisfação e ansiedade, pois isso resultará em um período de crise mais longo que irá desacelerar o crescimento econômico. Os formuladores de políticas e os governos estão tentando fornecer apoio total, como aumento dos serviços de saúde mental, pacotes financeiros, empréstimos, expansão do seguro-desemprego, dentre outros fatores não menos importantes, para ajudar os indivíduos a lidar melhor com a insegurança econômica.
Uma vez que desenvolvem o medo, eles continuam a prestar muita atenção nas informações disruptivas para mudanças políticas. Como se acredita que quanto mais escolarizado um indivíduo, menos afetado ele seria com uma retração econômica e conseqüentemente, eles terão uma mente mais aberta em relação às políticas de imigração e mostrarão atitudes menos racistas do que as pessoas com menor escolaridade, sendo que a razão por trás disso pode ser porque os indivíduos de renda mais alta se sentem mais seguros em relação a seus empregos do que os pobres.